# Hugo Sivina
Hugo Sivina Hurtado, (Lima, 30 de mayo de 1945) abogado y magistrado peruano. Actualmente es Vocal Titular de la Corte Suprema de Justicia de la República del Perú. Fue Presidente de la Corte Suprema en el periodo 2003-2004 y Presidente del Jurado Nacional de Elecciones (JNE) en el periodo 2008-2012.

## Biografía
Cursó estudios en la Facultad de Derecho de la Universidad Nacional Mayor de San Marcos. Se graduó de bachiller y se recibió como abogado en 1969.
En 1966 ingresó a laborar en el Poder Judicial. En 1970 fue nombrado Juez de Paz Letrado, empezando así su carrera ascendente en la magistratura. Fue Juez  Instructor (1976), Vocal Superior de la Corte de Justicia de Lima (1982), Vocal de la Corte Suprema de Justicia de la República (1994) y Presidente de la Corte Suprema (2003-2004). En 1996, fue uno de los rehenes en la Toma de la Residencia del Embajador Japonés por parte del MRTA.
Fue también Presidente del CERIAJUS, y constituyó y presidió el Foro del Acuerdo Nacional por la Justicia.
En el 2008 la Sala Plena de la Corte Suprema de Justicia de la República lo eligió como presidente del Jurado Nacional de Elecciones (JNE) por un período de cuatro años, en reemplazo de Enrique Mendoza Ramírez.

## Condecoraciones[2]
- La Orden El Sol del Perú en grado de Gran Cruz, otorgado por el presidente de la República del Perú.
- La Orden Cruzeiro do Sul en grado de Gran Cruz, otorgado por el presidente de la República de Brasil.
- La Condecoración Peruana de la Justicia por el presidente del Poder Judicial.